# Phaeochlaena dorsistriga
Phaeochlaena dorsistriga är en fjärilsart som beskrevs av Embrik Strand 1921. Phaeochlaena dorsistriga ingår i släktet Phaeochlaena och familjen tandspinnare. Inga underarter finns listade i Catalogue of Life.